# Richard Plehn
Richard Plehn (* 30. Oktober 1823 in Kopitkowo, Westpreußen; † 1882) war ein deutscher Rittergutsbesitzer und Parlamentarier.

## Leben
Richard Plehn studierte an der Albertus-Universität Königsberg. 1845 wurde er Mitglied der Corpslandsmannschaft Normannia. Nach dem Studium wurde er Besitzer des Ritterguts Morroschin bei Pelplin. Von 1863 bis 1870 saß Plehn über drei Legislaturperioden für den Wahlkreis Danzig 2 (Stadt- und Landkreis Danzig) im Preußischen Abgeordnetenhaus. Er gehörte der Fraktion der Deutschen Fortschrittspartei an.